# Konstanzer Triumphbogen

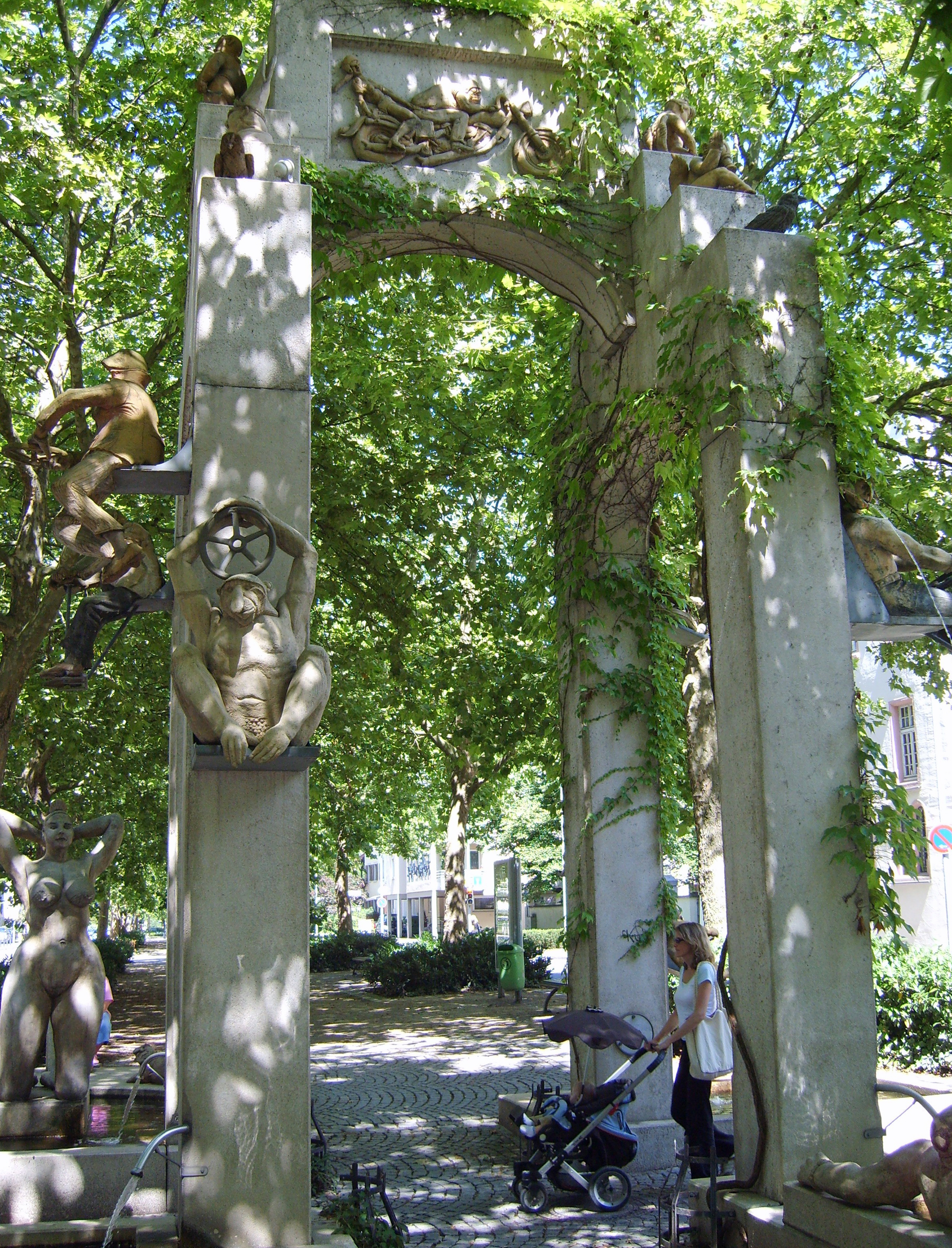
Triumphbogen an der Laube (Laubebrunnen)

Der Konstanzer Triumphbogen ist ein Brunnen in Konstanz, der von dem Bildhauer Peter Lenk entworfen und ausgeführt wurde. Er wurde 1992 auf dem Mittelstreifen der Hauptdurchgangsstraße „Untere Laube“ errichtet, der zu dieser Zeit sehr verkehrsreichen, wichtigsten Transitstrecke in die Schweiz. Der Brunnen persifliert das Verkehrsgeschehen.

## Darstellungen
Die plastischen Applikationen auf den Pfeilern des Bogens und auf den Brunnenrändern und die badenden Figuren im Brunnen selbst stellen – mit reichlich Zitaten aus der Kunstgeschichte – über 30 unterschiedliche Verkehrsteilnehmer quer durch die Geschichte dar: vom Verkehrsrowdy über Putten mit Gasmasken, Bischöfen, einer nackten Schönen, die von männlichen Erdferkeln angeschmachtet wird, bis zu mittelalterlichen Wagenlenkern oder einer päpstlichen Kutsche, die ihren neuzeitlichen Gegenpart in einem Papamobil findet.

## Rezeption
Der Brunnen wurde aufgrund seiner freizügigen Darstellungen zunächst von konservativen Konstanzer Bürgern kritisch aufgenommen und kontrovers diskutiert, gilt aber mittlerweile als eine der wichtigen Sehenswürdigkeiten der Stadt.

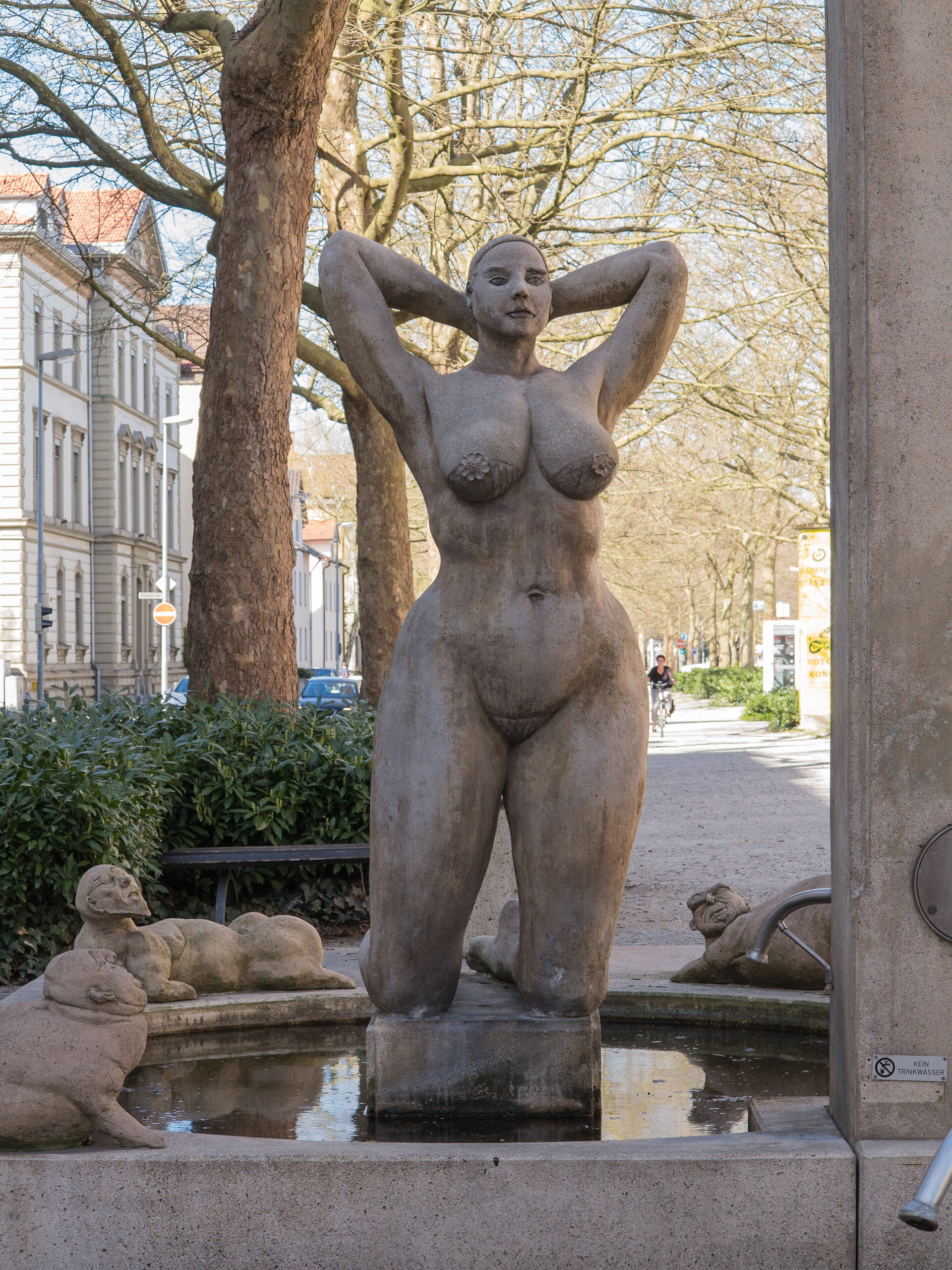
Detailaufnahme des Laubebrunnens von Peter Lenk